# Christopher Engelbrecht
Christopher Engelbrecht (* 15. Februar 1985 in Pretoria) ist ein südafrikanischer Eishockeyspieler, der seit Beginn seiner Karriere bei den Johannesburg Wildcats in der Gauteng Province Hockey League spielt.

## Karriere
Christopher Engelbrecht begann seine Karriere bei den Johannesburg Wildcats aus der Gauteng Province Hockey League, einer der regionalen Ligen, deren Sieger den südafrikanischen Meistertitel ausspielen, für die er seither spielt.

### International
Engelbrecht stand zunächst bei den U18-Weltmeisterschaften 2002 in der Division III und 2003 in der Division II sowie den U20-Weltmeisterschaften 2002 und 2005 in der Division III und 2003 und 2004 in der Division II für sein Heimatland auf dem Eis.
In der Herren-Nationalmannschaft debütierte er als 18-Jähriger bei der Weltmeisterschaft 2003 in der Division II, als seinem Team der Klassenerhalt gelang. Auch 2004 und 2009 spielte er in der Division II. Nach dem Abstieg 2009 stand er für die Springboks 2010 und 2011, als der Wiederaufstieg gelang, in der Division III auf dem Eis. Bei der Weltmeisterschaft 2015 vertrat er seine Farben dann wieder in der Division II.

## Erfolge und Auszeichnungen
- 2002 Aufstieg in die Division II bei der U18-Weltmeisterschaft der Division III
- 2002 Aufstieg in die Division II bei der U20-Weltmeisterschaft der Division III
- 2011 Aufstieg in die Division II bei der Weltmeisterschaft der Division III